# Carl Bennett
Carl Blair Bennett (Rockford, 7 dicembre 1915 – Fort Wayne, 15 maggio 2013) è stato un dirigente sportivo e allenatore di pallacanestro statunitense, professionista nella NBL, nella BAA e nella NBA.

## Carriera
Venne assunto da Fred Zollner nel 1938 nello staff dei Fort Wayne Zollner Pistons. Nel 1948 divenne general manager della franchigia e allenò brevemente la squadra per 6 partite nella stagione 1948-49.